# Vladimir Dekanozov
Vladimir Georgijevitsj Dekanozov (Dekanozisjvili) (Russisch: Влади́мир Гео́ргиевич Декано́зов (Деканозишви́ли) (Bakoe,  juni 1898 - Moskou, 23 december 1953) was een Azerbeidzjaans ambtenaar en diplomaat die actief was voor de Sovjet-Unie.

## Biografie
Vladimir Dekanozov werd geboren als een zoon van Giorgi Dekanozisjvili, de oprichter van de Georgische Socialistisch-Federalistische Partij. Hij studeerde geneeskunde aan de universiteiten van Saratov en Bakoe. In 1918 sloot hij zich aan bij het Rode Leger en twee jaar later werd hij ook lid van de Communistische Partij. Dekanozov werkte voor korte tijd voor het volkscommissariaat van gezondheid van de Democratische Republiek Azerbeidzjan. Na de invasie van het Rode Leger in Azerbeidzjan begon hij met werken voor de Tsjeka in de nieuwe Azerbeidzjaanse Socialistische Sovjetrepubliek. Hier leerde Dekanozov Lavrenti Beria kennen met wie hij bevriend raakte.
In 1938 werd hij door Beria bij de NKVD aangesteld als Hoofd Buitenland, ondanks dat hij tot dan toe geen enkele internationale ervaring had. Binnen twee jaar tijd liet hij zien dat hij zijn taken naar behoren kon uitvoeren. Op 14 juni 1940 werd hij door Jozef Stalin benoemd tot volkscommissaris van de Litouwse Sovjetrepubliek. Hij vloog direct in een bommenwerper naar Kaunas en stelde meteen voor de communisten orde op zaken. Onder zijn leiding werden tweeduizend Litouwers opgehangen om als waarschuwing te dienen. In augustus verliet hij Litouwen weer en in de zes weken dat hij in de nieuwe sovjetdeelrepubliek was geweest had hij een complete sovjetisering laten doorvoeren. Zo had hij voor een regering gezorgd die alleen uit Litouwse communisten bestond.
Vanaf november 1940 was Dekanozov ook enkele maanden ambassadeur voor de Sovjet-Unie in Berlijn. Hij was hier door Beria naar toe gestuurd zodat deze onafhankelijk van Stalin een opinie kon vormen over hetgeen wat er gebeurde ten westen van Rusland. In september 1943 maakte hij een bezoek aan Stockholm. Een actie die door Joachim von Ribbentrop werd geïnterpreteerd dat de Sovjets open stonden voor een afzonderlijke vrede tussen hen en Nazi-Duitsland. Adolf Hitler wees dit plan af.
Na de Tweede Wereldoorlog bleef Dekanozov actief voor de NKVD en het Russische ministerie voor buitenlandse zaken. Tevens werd hij minister van Binnenlandse Zaken van de Georgische deelrepubliek. Vanwege dat Dekanozov goed bevriend was met Beria werd hij in juni 1953 opgepakt om na een proces in december te worden doodgeschoten.